# Erythroplusia
Erythroplusia is een geslacht van vlinders van de familie uilen (Noctuidae), uit de onderfamilie Plusiinae.

## Soorten
- E. pyropia Butler, 1879
- E. rutilifrons Walker, 1858